# The Captain
The Captain (chino simplificado: 中国机长, chino tradicional: 中國機長, pinyin: Zhōngguó Jīzhǎng, también conocida como The Chinese Pilot, en español: “El Capitán”), es una película china estrenada el 30 de septiembre de 2019.
La película está basada en el aterrizaje de emergencia del vuelo 8633 de Sichuan Airlines ocurrido en mayo de 2018.

## Sinopsis
Cuando el parabrisas de su avión comercial se rompe a 30,000 pies en el aire, un piloto y su equipo de vuelo trabajan para garantizar la seguridad de los pasajeros y aterrizar el avión.
El 14 de mayo de 2018 el capitán Liu Changjian se prepara para un vuelo estándar desde la ciudad sureña de Chongqing a Lhasa la capital del Tíbet,  junto con sus dos copilotos, Xu Yichen y  Liang Dong y las azafatas Huang Jia, Zhou Yawen, Zhang Qiuyue, Yang Hui supervisadas por Bi Nan. Los pasajeros abordan el avión "Airbus A319" y todo parece ir en orden, sin embargo 40 minutos después del despegue, a una altitud de 32,000 pies, mientras el capitán y el primer piloto conversan, de pronto y sin previo aviso el parabrisas se rompe, casi mandando a uno de los copilotos fuera de la aeronave.
De pronto el avión sufre una despresurización y la radio está inoperable, para empeorar las cosas, el vuelo no puede aterrizar en el lugar de aterrizaje de emergencia más cercano debido a una tormenta, por lo que la única esperanza de sobrevivir de los 119 pasajeros, es el capitán y su tripulación.

## Personajes

### Personajes principales
| Actor         | Personaje     | Notas                                             |
| ------------- | ------------- | ------------------------------------------------- |
| Zhang Hanyu   | Liu Changjian | Es el capitán del vuelo.                          |
| Oho Ou        | Xu Yichen     | Es el primer oficial (copiloto) del vuelo.        |
| Du Jiang      | Liang Dong    | Es el segundo oficial (copiloto) del vuelo.       |
| Yuan Quan     | Bi Nan        | Es la auxiliar principal del vuelo y supervisora. |
| Zhang Tian'ai | Huang Jia     | Es una auxiliar del vuelo.                        |
| Li Qin        | Zhou Yawen    | Es una auxiliar del vuelo.                        |
| Zhang Yamei   | Zhang Qiuyue  | Es una auxiliar del vuelo.                        |
| Yang Qiru     | Yang Hui      | Es una auxiliar del vuelo.                        |
| Gao Ge (高戈) | Wu Yan        | Es el oficial de seguridad del vuelo.             |

### Apariciones especiales
| Actor                        | Personaje    | Notas |
| ---------------------------- | ------------ | --- |
| Huang Zhizhong               | -            | Es un oficial de control de tráfico aéreo.                                                                                  |
| Li Xian                      | -            | Es un controlador del tráfico aéreo.                                                                                        |
| Yu Jieping                   | -            | Es un controlador del tráfico aéreo.                                                                                        |
| Zhu Yawen                    | -            | Es un oficial de la oficina de administración de Sichuan.                                                                   |
| Chen Shu                     | -            | Es la esposa del capitán Liu Changjian.                                                                                     |
| Wu Yue (吴樾)                | -            | Es el director adjunto del centro de comando de emergencia del aeropuerto Internacional Chengdu Shuangliu Co., Ltd.         |
| Jiao Junyan (焦俊艳)         | -            | Es una trabajadora del centro meteorológico de aviación civil.                                                              |
| Kan Qingzi (阚清子, Adi Kan) | -            | Es una controladora de la terminal del centro de control del tráfico aéreo del suroeste.                                    |
| Guan Xiaotong                | -            | Es una fanática de la aviación.                                                                                             |
| Zhang Xiaoqian (张晓谦)      | -            | Es un fanático de la aviación.                                                                                              |
| Angelababy                   | -            | Es una azafata en Chuanhang y la esposa de Liang Dong.                                                                      |
| Feng Wenjuan (冯文娟)        | Liu Weiqiang | Es un miembro de la sala de control del tráfico aéreo del suroeste.                                                         |
| Yu Ailei (余皑磊)            | -            | Es el líder de la oficina de control de tráfico aéreo de la fuerza aérea.                                                   |
| Yu Peishan (余沛杉)          | -            | Es un controlador del espacio aéreo de la fuerza aérea.                                                                     |
| Li Mincheng (李岷城)         | -            | Es un miembro de la sala de control de la terminal de la Oficina de Control de Tráfico Aéreo del Sudoeste.                  |
| Zhou Bo (周波)               | -            | Es un miembro de la oficina de control de tráfico aéreo del suroeste.                                                       |
| Li Zilin (李梓琳)            | -            | Es la hija del capitán Liu Changjian.                                                                                       |
| Meng Ziyi (孟子义)           | -            | Es una pasajera. |
| Zhang Lei                    | -            | Es un pasajero. |
| Lu Yongzhuo                  | -            | Es un pasajero. |
| Andrew Lau (刘伟强)          | -            | Es el capitán del Tibet Airlines (西藏航空), quien ayuda a los controladores a llamar a la tripulación del vuelo 3U8633.    |
| 小爱                         | -            | Es un pronosticador del tiempo en el centro meteorológico y miembro de la oficina de control de tráfico aéreo del suroeste. |

### Otros personajes
| Actor                          | Personaje | Notas |
| ------------------------------ | --------- | ----- |
| Liu Hao (刘浩)                 | -         |       |
| Alex Pychtin (亚历克斯·皮希汀) | -         |       |
| Ilar Parsa (伊拉尔·帕萨)       | -         |       |
| Zhao Liang (赵亮)              | -         |       |
| Sharon Zhang (莎伦·张)         | -         |       |

## Música
| No. | Intérprete           | Canción          | Notas |
| --- | -------------------- | ---------------- | ----- |
| 1   | Mao Amin (毛阿敏)    | "我爱祖国的蓝天" |       |
| 2   | Hu Xia (胡夏)        | "翱翔天地"       |       |
| 3   | Alan (阿兰·达瓦卓玛) | "远飞的大雁"     |       |

## Premios y nominaciones
| Año  | Categoría                       | Premio                                                         | Nominado (a)     | Resultado |
| ---- | ------------------------------- | -------------------------------------------------------------- | ---------------- | --------- |
| 2020 | Best Supporting Actress         | 33rd Golden Rooster Award                                      | Yuan Quan        | Ganó      |
| 2020 | Best Actor                      | 35th Hundred Flowers Award                                     | Zhang Hanyu      | Nominado  |
| 2020 | Best Newcomer                   | 35th Hundred Flowers Award                                     | Zhang Yamei      | Nominada  |
| 2020 | Best Supporting Actress         | 35th Hundred Flowers Award                                     | Yuan Quan        | Ganó      |
| 2020 | Best Visual Effects             | 39th Hong Kong Film Award                                      | Ellen Poon       | Nominada  |
| 2020 | Best Sound Design               | 39th Hong Kong Film Award                                      | Victor Ray Ennis | Nominado  |
| 2019 | Best Actor                      | 332nd Tokyo International Film Festival - Gold Crane Award     | Zhang Hanyu      | Ganó      |
| 2019 | Most Popular Actress            | 32nd Tokyo International Film Festival - Gold Crane Award      | Zhang Tian'ai    | Ganó      |
| 2019 | Best Supporting Actress         | 32nd Tokyo International Film Festival - Gold Crane Award      | Li Qin           | Ganó      |
| 2019 | Best Supporting Actress (Drama) | 2nd Cultural and Entertainment Industry Congress               | Li Qin           | Nominada  |
| 2019 | Best Producer                   | Golden Angel Award - Chinese American Film Festival (C.A.F.F.) | Dong Yu          | Ganó      |
| 2019 | Best Film                       | Golden Angel Award - Chinese American Film Festival (C.A.F.F.) | The Captain      | Ganó      |

## Producción
La película también es conocida como "The Chinese Pilot".
Fue dirigida por Andrew Lau (Andrew Lau Wai-keung, 刘伟强), quien contó con el apoyo del guionista Yu Yonggan (于勇敢). 
Mientras que la producción fue realizada por Jiang Defu (蒋德富) y Quji Xiaojiang (曲吉小江).
El rodaje inició el 3 de enero del 2019 y finalizó el 4 de marzo del 2019. La película fue apoyada y asistida por la Administración de Aviación Civil China (en inglés: "Civil Aviation Administration of China") donde cientos de profesionales del sistema de aviación civil participaron en la creación y filmación de la película.
El primer póster de la película fue lanzado el 5 de mayo del 2019 y el primer avance oficial se lanzó el 5 de agosto del mismo año. 
La película fue estrenada en Beijing el 25 de septiembre del 2019 y en China el 30 de septiembre del mismo año.
También contó con las compañías productoras "Bona Film Group Limited", "Alibaba Pictures" y "Huaxia Film Distribution". Mientras que la distribución estuvo a cargo de "Bona Film Group Limited".

### Recepción
La película es considerada como parte de una trilogía de películas conocidas como el "orgullo de China" junto a The Bravest y Mao Zedong 1949.
La película fue bien recibida, también fueron bien criticados las impresionantes imágenes, los efectos CGI, las secuencias de acción y la actuación de los actores.

### Taquilla
La película recaudó 55,15 millones de yuanes (alrededor de 7,80 millones de dólares estadounidenses) en el penúltimo día de su preventa.

### Estreno internacional
| País              | Título   | Fecha de Estreno         |
| ----------------- | -------- | ------------------------ |
| China continental | 中国机长 | 30 de septiembre de 2019 |